# Élysée Montmartre
L'Élysée Montmartre è un cabaret di Parigi, posto al n. 72 del boulevard de Rochechouart. Aperto nel 1807, subì un rovinoso incendio nel 2011 e venne riaperto nel 2016, con una capacità di 1380 persone. La più vicina fermata della metropolitana è la stazione di Anvers.

## Origini
L'Élysée Montmartre era originariamente nato come sala da ballo e venne a tale scopo inaugurata nel 1807, divenendo uno dei "luoghi sacri" del can-can in Francia nel XIX secolo.
Nel 1900, l'edificio venne danneggiato da un incendio e venne pertanto interamente ridecorato. Dopo la seconda guerra mondiale iniziò ad ospitare anche diversi incontri di boxe.

## Produzioni
L'opera La maschera di Guy de Maupassant si svolge in questo luogo ed anche Henri de Toulouse-Lautrec realizzò qui diverse sue opere.
Dalla metà degli anni '70 sino alla metà degli anni '80 del Novecento il locale ospitò una serie di produzioni internazionali con protagonisti del calibro di Patti Smith, Alain Souchon e Jacques Higelin.
Nel 1992, Steel Pulse registrò qui il proprio primo live Rastafari Centennial - Live in Paris, nell'arco di tre notti al locale.
David Bowie si esibì qui col suo Hours Tour il 14 ottobre 1999, registrando tre canzoni live presenti nel suo cd Survive.
Nel 2005, i Cradle of Filth registrarono il loro DVD live Peace Through Superior Firepower in questo locale, performance filmata il 2 aprile di quell'anno.
Nel 2007 fu la volta dei Counting Crows che qui rilanciarono il loro album di debutto, August and Everything After, in un'edizione deluxe con due dischi. Il secondo disco era una registrazione live a teatro il 9 dicembre 1994.
Il locale è menzionato anche in una canzone dei Roots dal titolo You Got Me.

## Avvenimenti recenti

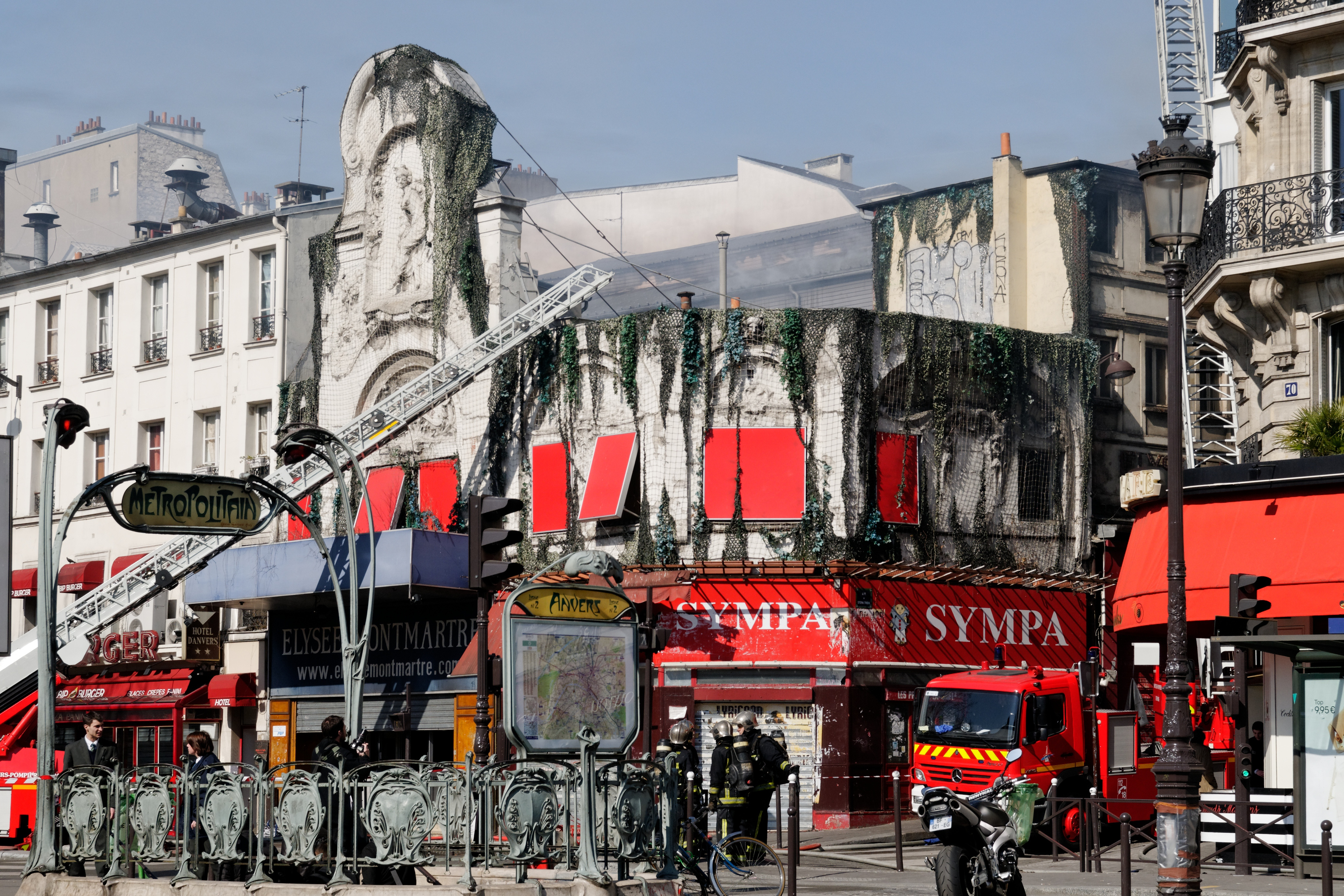
L'Élysée Montmartre dopo l'incendio del 2011.

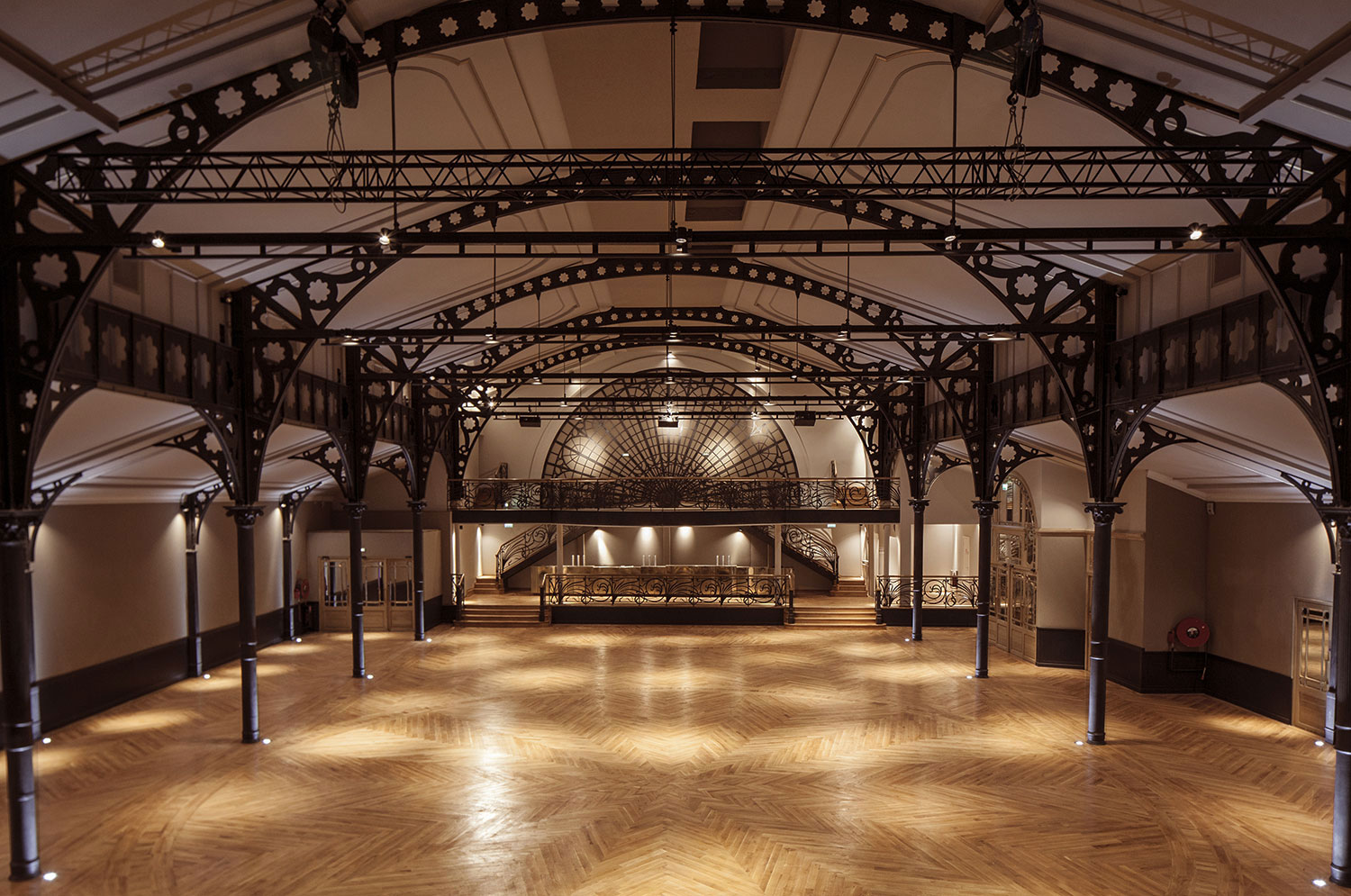
Il salone principale ricostruito

Il locale fece ritorno alla sua vocazione originale nel 1995 con serate danzanti animate dalla Grand Orchestre de L’Élysée Montmartre ed ancora oggi è uno dei locali più famosi in città del genere.
La band metal finlandese Sonata Arctica fu l'ultima band ad esibirsi all'"Élysée" prima che questo bruciasse in un rovinoso incendio, il 16 marzo 2011. L'incendio infatti scoppiò il 22 marzo 2011, in mattinata.
Nel 2013 il locale venne rilevato da Julien Labrousse e da Abel Nahmias, venne completamente ricostruito sotto la direzione dell'architetto Julien Labrousse e poté riaprire i battenti nel settembre del 2016 con un concerto di Matthieu Chedid.